# なるけみちこ
なるけ みちこ（成毛 美智子、1967年8月13日 - ）は、主にゲームミュージックで知られるフリーランスのソングライター、編曲家。

## 略歴・人物
元日本テレネット第一開発部（RENO、RIOTブランド）所属の作曲家。現在はフリーランス。
『レギオン』（PCエンジン CD-ROM²のシューティングゲーム）のエンディング曲、『天使の詩』、『天使の詩II 〜堕天使の選択〜』の作曲を担当。『天使の詩II』の作曲担当後、日本テレネットを退職。その後はフリーとなるも、本人曰く作曲への熱意を無くし、いつかは作曲家という仕事を辞めるつもりでいたと言う。
しかし金子彰史のスカウトにより、なるけみちこの代表作品とも言える『ワイルドアームズシリーズ』の作曲を担当、毎シリーズ80〜100曲近くの曲を提供している（ただし『ワイルドアームズ ザ フォースデトネイター』では体調を崩した関係で作曲数は減っており、『ワイルドアームズ ザ フィフスヴァンガード』以降はシリーズの作曲担当を外れている）。
『ワイルドアームズシリーズ』以降は『大乱闘スマッシュブラザーズX』や『RIZ-ZOAWD』といった別作品で作詞・作曲・編曲を担当している他、2013年からは自主制作アルバム「Feedback」シリーズを展開している。
2013年9月13日には、自身の楽曲を扱ったコンサート「Playing Naruke Works!」が行われた。
愛用のシーケンサーはLogic Pro9。
『ワイルドアームズシリーズ』のサウンドトラックのコメントには必ず文末に「（口笛イン）」と書いている。

## 作品

### ゲーム
- ヴァリスIII（メガドライブ版編曲）
- エグザイル 時の狭間へ：音響担当
- エグザイルII 邪念の事象：協力
- 天使の詩
- 天使の詩II 〜堕天使の選択〜
- 未来少年コナン
- サイコドリーム
- ワイルドアームズ
- ワイルドアームズ セカンドイグニッション
- ワイルドアームズ アドヴァンスドサード
- ワイルドアームズ アルターコード:エフ
- ワイルドアームズ ザ フォースデトネイター
- ワイルドアームズ ザ フィフスヴァンガード：一部、過去の曲を提供
- ワイルドアームズ クロスファイア：作詞担当
- ワイルドアームズ ミリオンメモリーズ
- 大乱闘スマッシュブラザーズX：一部の編曲を担当（ゼルダの伝説：時のオカリナメドレー、スーパードンキーコング2：とげとげタルめいろ）
- 大乱闘スマッシュブラザーズ for Nintendo 3DS / Wii U：（ゼルダの伝説　大地の汽笛：汽車フィールド2、ロックマン：カットマンステージ）
- RIZ-ZOAWD：主題歌の作詞・作曲・編曲
- ノーラと刻の工房 霧の森の魔女
- 勇者30 SECOND：一部の楽曲を提供
- パーフェクトワールド-完美世界-：「祖龍の城」作曲・編曲、主題歌「Perfect World」作詞
- 星葬ドラグニル
- アンチェインブレイズ エクシヴ：挿入歌「日の当たる場所へ」　作詞・作曲・編曲
- 白華の檻 ～緋色の欠片4～ 四季の詩：エンディングテーマ「白、ひとひら」作曲・編曲
- RE:VICE【D】
- ゾンビ東京：作曲・編曲（岩垂徳行との共作）
- ゴエティア-千の魔神と無限の塔-：一部作曲・編曲
- ラグナロクオンライン
  - 13周年記念ソング　作詞・作曲・編曲
  - リベリオンのテーマ　作曲・編曲
- 7'scarlet：挿入歌「零れそうな月」　作曲・編曲
- 大乱闘スマッシュブラザーズSPECIAL：一部の編曲を担当
- 式姫転遊記：一部作曲・編曲
- 百英雄伝：桜庭統と共同
- アームドファンタジア

### テレビ
- 最高の食卓
- ワイルドアームズ トワイライトヴェノム：挿入歌の作詞・作曲・編曲
- i-NEWS：テーマ音楽の作曲
- 日音サウンズライブラリ N-trax
  - NTX015 Celtic World
  - NTX027 JAPONISM2（岩垂徳行との共作）

### CD
- センチメンタルグラフティ ～ Non-Stop-14Tracks ～：編曲
- alone the world 〜ワイルドアームズ・ヴォーカルコレクション〜
- WILD ARMS Music the Best
  - -feeling wind-
  - -rocking heart-
- FM音源マニアックス
- 「ケツイ〜絆地獄たち〜」アレンジアルバム
- 霜月はるか
  - グリオットの眠り姫：作曲・編曲
  - 零れる砂のアリア：作曲・編曲
- 織田かおり
  - 1stアルバム PLACE：一部楽曲提供
  - 2ndアルバム Colors：一部楽曲提供
- フォトカノ キャラクターソング vol.4 早倉舞衣：一部作曲・編曲
- ラグナロクオンライン　エレメンタルチューンズ：「Splendid Dreams」編曲
- モンスターハンター 10周年 コンピレーション・アルバム（トリビュート）：編曲
- ドラゴンポーカー2 オリジナルサウンドトラック:「Yggdrasill」編曲
- 7'scarlet Song Collection:「零れそうな月」作編曲
- Duca Works Best 3:「優しい雨」編曲

### 自主制作CD
- Feedback
- Feedback 2nd
- Feedback 3rd
- Feedback 4th.
- Feedback 5th
- Feedback 6th

（岩垂徳行との共作）
- B♭
- E♭

### 書籍
- Piece of Tears なるけみちこ ミュージックスコア フロム ワイルドアームズシリーズ

## 関連人物
金子彰史
日本テレネット所属時代の同期。退社後も『ワイルドアームズシリーズ』で共に制作を行っていた。
後年に金子が着手した『ワイルドアームズ』の精神的続編『アームドファンタジア』にも参加している。
麻生かほ里
『ワイルドアームズシリーズ』（WA2、WA3、WA:F、WA4、WATV）で歌唱を担当したアーティスト。
以後も『RIZ-ZOAWD』や『ノーラと刻の工房 霧の森の魔女』といった、なるけみちこ作曲の別作品でもタッグを組む機会が多い。
見良津健雄
作曲家。あらゆる事を教えてくれた大先輩と慕っており、亡くなった際は何か月も気力を失っていたと告白している。